# Achille Braquelaire
 (janvier 2019).
Si vous disposez d'ouvrages ou d'articles de référence ou si vous connaissez des sites web de qualité traitant du thème abordé ici, merci de compléter l'article en donnant les références utiles à sa vérifiabilité et en les liant à la section « Notes et références ».
Achille Braquelaire, né en 1958 au Temple-sur-Lot près d'Agen, est mathématicien, informaticien et scénariste de bande dessinée.

## Biographie
Mathématicien de formation, chercheur au LaBRI (Laboratoire Bordelais de Recherche en Informatique), il a dirigé pendant plusieurs années le département d'informatique de l'université Bordeaux I.
Son ouvrage Méthodologie de la programmation en C, a été plusieurs fois réédité.
Son travail porte sur les images numériques et les différents champs d’application de l’imagerie scientifique : médecine, géologie, archéologie…
En 1993, il rencontre Éric Corbeyran et ensemble ils écrivent les scénarios de la série Imago Mundi, dont les héros sont des archéologues utilisant une technique d'images numériques permettant de fouiller à distance des sites fragiles ou dangereux. La série Climax des mêmes auteurs est dérivée de la série Imago Mundi à l'occasion de l'année polaire internationale.

## Prix
- 2010 : Prix Tournesol pour Climax, t. 1 : Le Désert blanc (avec Éric Corbeyran et Luc Brahy)[1]